# Želetavka
Želetavka je levostranný přítok řeky Dyje, tekoucí na jihozápadě Moravy v okresech Třebíč, Jindřichův Hradec a Znojmo (tedy třemi různými kraji). Délka toku činí 55,8 km. Plocha povodí měří 374,9 km².

## Průběh toku
Pramení západně od Lesné v nadmořské výšce 660 m. Teče zhruba na jih, na dolním toku tvoří výrazný esovitý oblouk východním směrem. Ústí do Dyje (vodní nádrž Vranov) pod hradem Bítov, v nadmořské výšce 340 m (resp. na úrovni vzdutí přehrady).

### Větší přítoky
- levé – Bihanka
- pravé – Blatnice

## Vodní režim
Průměrný průtok u ústí činí 1,11 m³/s.
Hlásné profily:
| místo    | říční km | plocha povodí | průměrný průtok | stoletá voda |
| -------- | -------- | ------------- | --------------- | ------------ |
| Jemnice  | 24,30    | 146,25 km²    | 0,54 m³/s       | 49,0 m³/s    |
| Vysočany | 2,60     | 367,69 km²    | 1,08 m³/s       | 78,0 m³/s    |

## Využití
Protéká obcemi Želetava, Budeč, Jemnice, Radotice, Bačkovice a Lubnice, jediným městem na toku je Jemnice. Řada dalších obcí se nachází poblíž toku. Na dolním toku říčka protéká hlubokým údolím a poslední dva kilometry jsou zaplaveny vodami Vranovské přehrady.

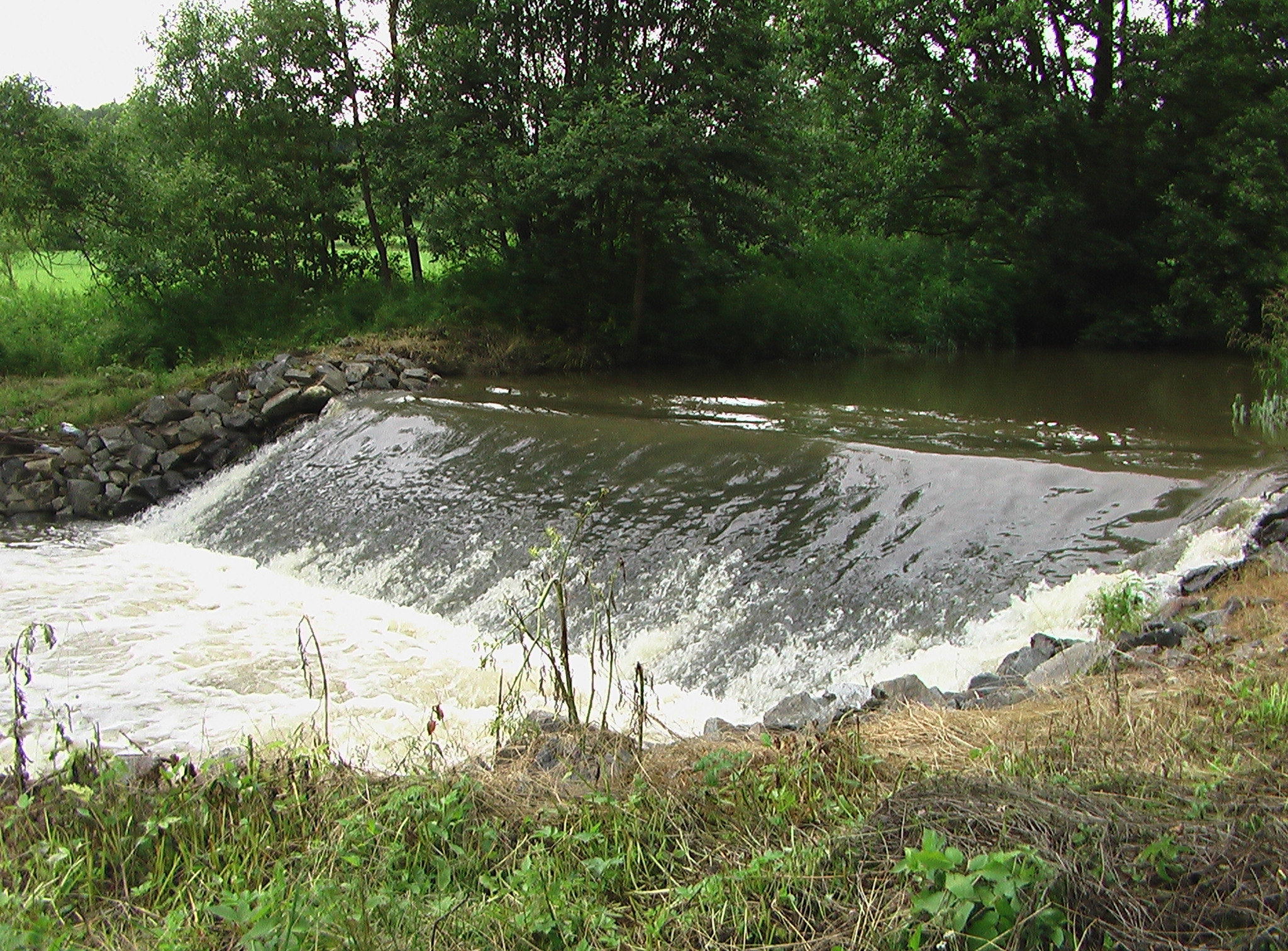
Splav na Želetavce nad mlýnem u Lubnice
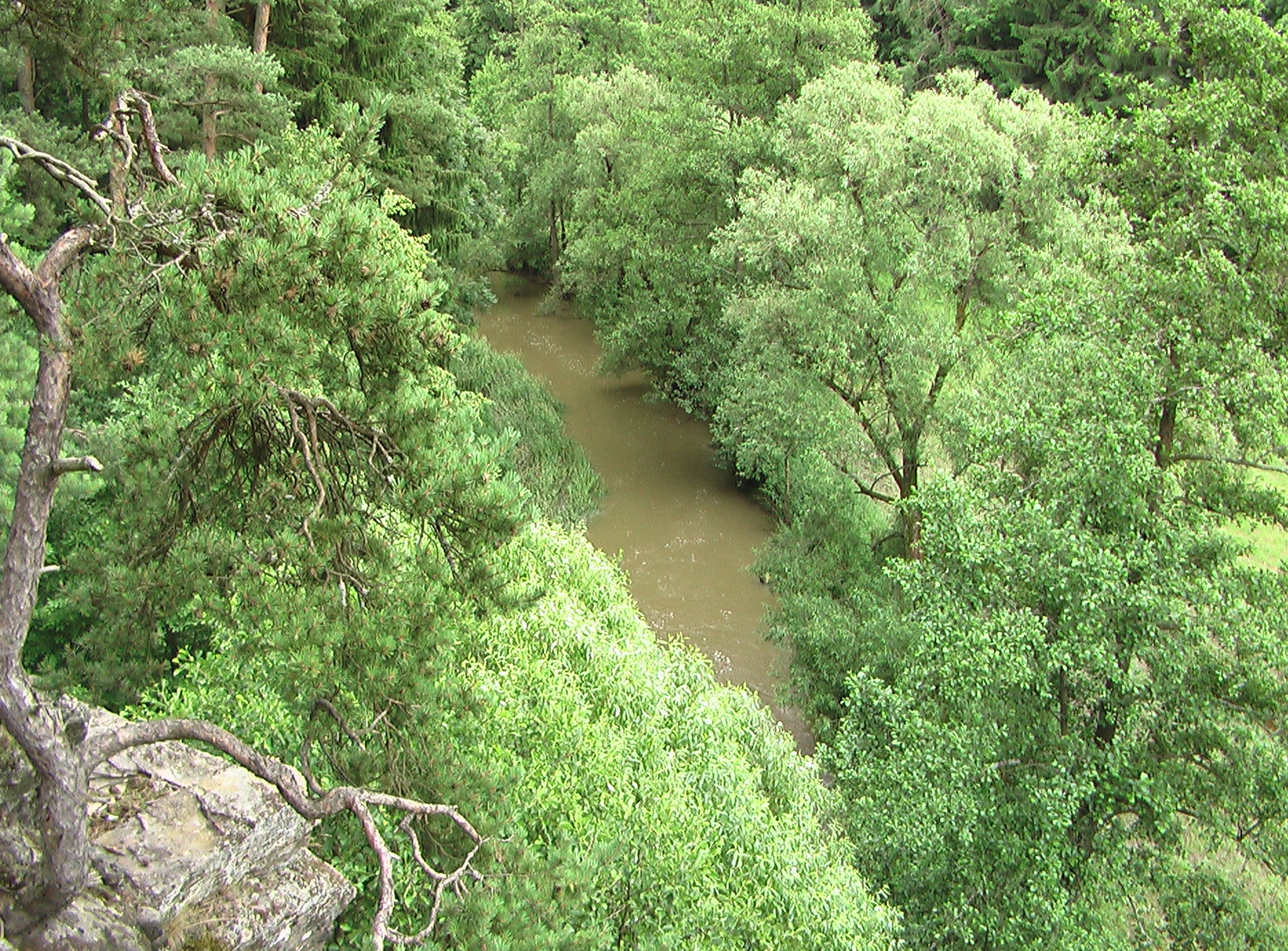
Želetavka v zaříznutém kaňonu nad Novým mlýnem pod Policí
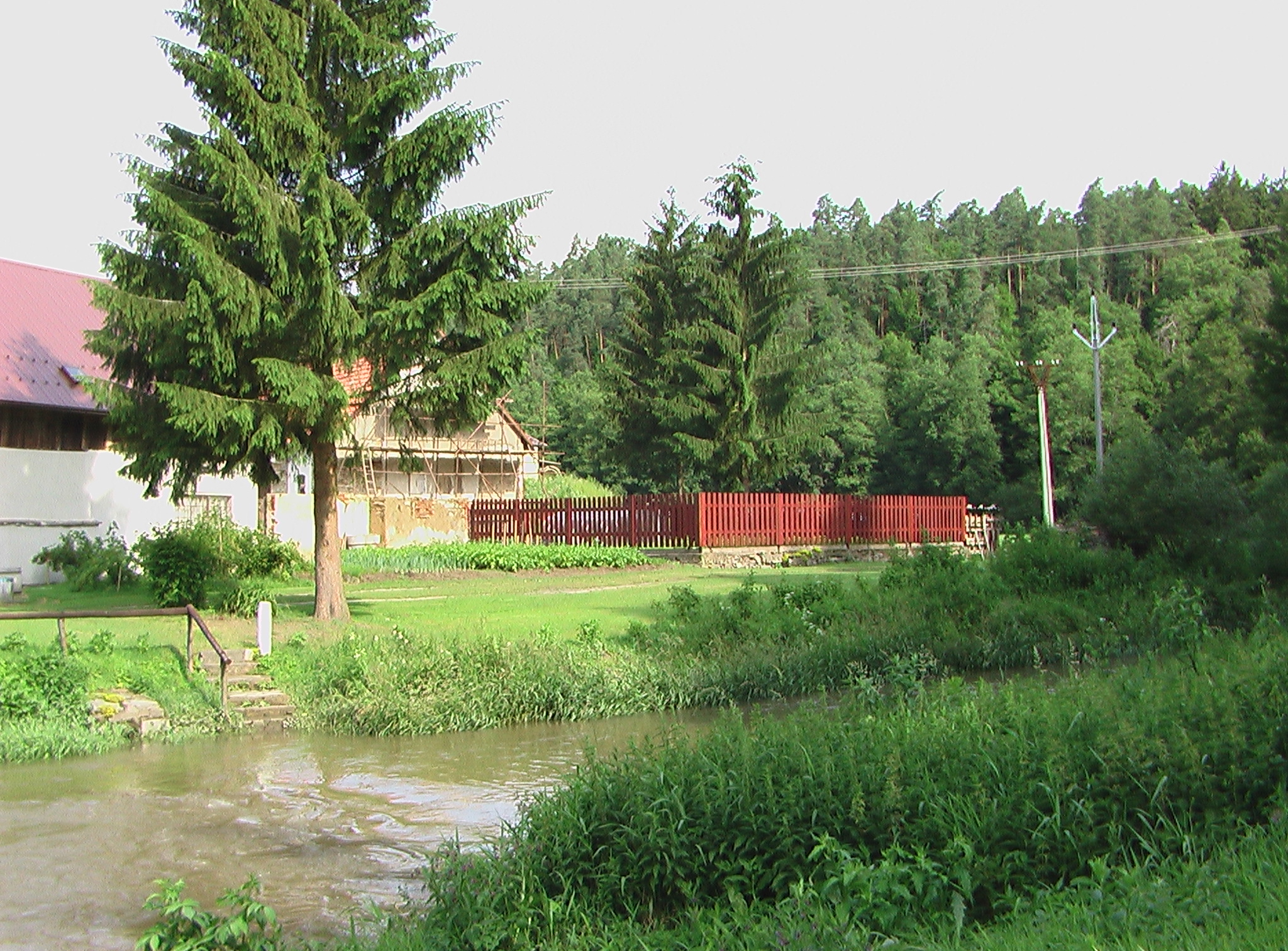
Svobodův mlýn u Želetavky pod Malým Dešovem
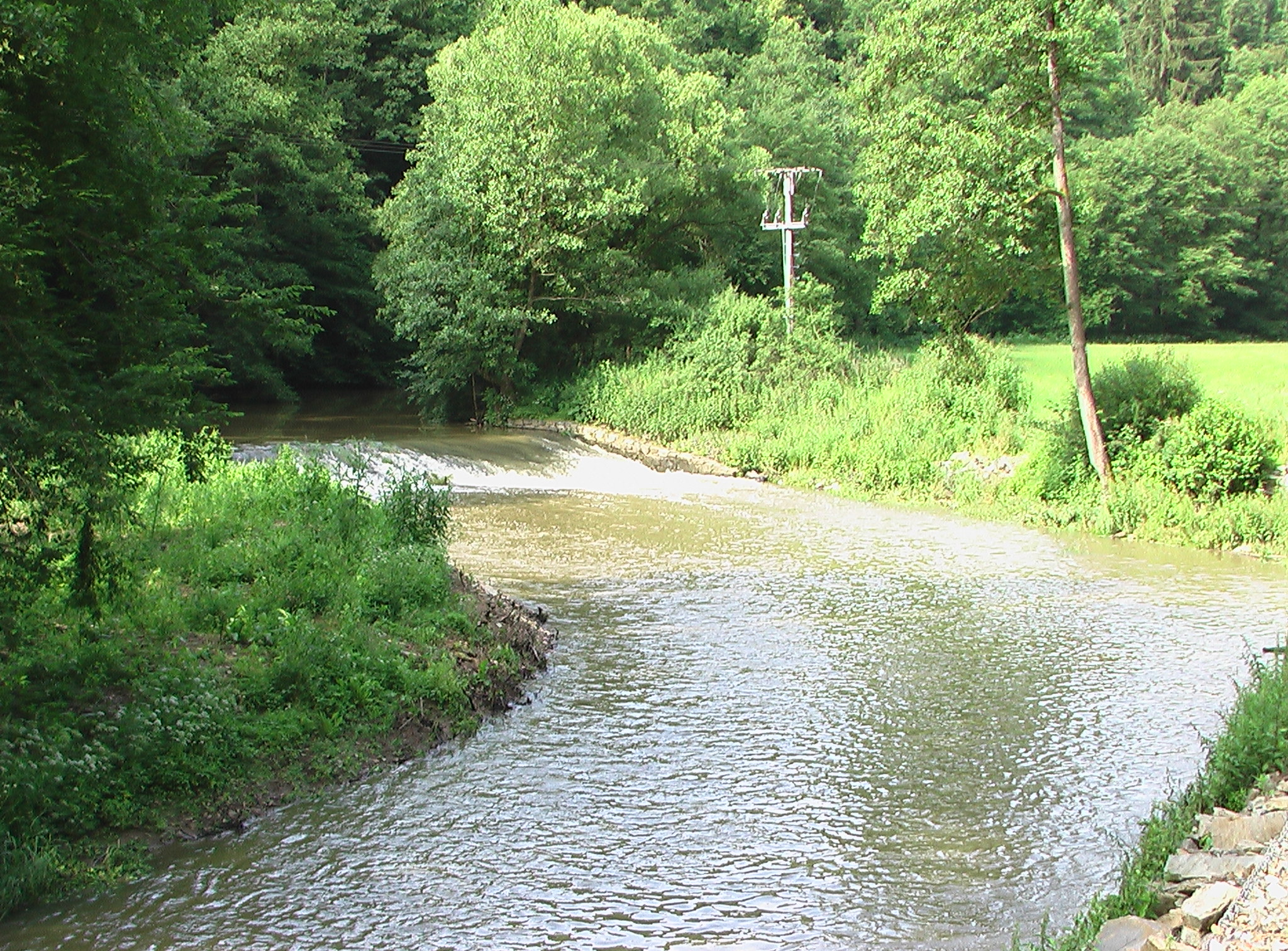
Splav na Želetavce pod Palliardiho hradiskem nad Koberovým mlýnem